# 정효근
정효근(1993년 12월 14일 ~ )은 한국 프로 농구 원주 DB 프로미 소속 농구 선수이다. 2014년 KBL 드래프트에서 전체 3순위로 인천 전자랜드 엘리펀츠에 지명되었다.

## 출신 학교
- 동산초등학교
- 대경중학교
- 대경정보산업고등학교
- 한양대학교